# أخبار الدولة السلجوقية (كتاب)
زُبدة التواريخ: أخبار الأُمراء والمُلُوك السلجوقية، أو أخبار الدولة السلجوقية، أو زُبدة التواريخ اختصارًا، هو كتاب من تأليف صدر الدين أبي الحسن علي بن السيد ناصر علي الحسيني. يعتبر الكتاب من المصادر المهمة لتاريخ السلاجقة. كُتب في بداية القرن الثالث عشر الميلادي باللغة الفارسية.

## طبعات
1. طبعة عام 1933، تحقيق محمد إقبال، كلية فنجاب، لاهور - باكستان.[1][2]
2. طبعة عام 1984، تحقيق محمد إقبال، دار الآفاق الجديدة، بيروت - لبنان.[3]
3. طبعة عام 2017، تحقيق محمد إقبال، دار الوراق للنشر، بيروت - لبنان.